# 薬師寺章明
薬師寺 章明（やくしじ のりあき、1925年(大正14年)11月6日 - 1986年(昭和61年)11月1日）は、日本近代文学研究者。
東京生まれ。日本大学文理学部国文科卒、日本大学理工学部助教授、教授。

## 著書
- 『白の喪章』書肆エルデ、1961
- 『評説牧野信一』明治書院、1966
- 『野間宏研究』笠間書院、1977
- 『現代文学の諸相』笠間書院、1978
- 『文学外道-小説と課題』未来工房、1983

### 共編著
- 『新修類語用例辞典』長尾勇共編 集英社、1973
- 『暮らしの中の国語慣用句辞典』吉田精一共編 集英社、1977
- 『叢書現代作家の世界 野間宏』編 文泉堂出版、1978
- 『現代日本文学史』大久保典夫、高橋春雄、保昌正夫共編 笠間書院、1988

## 参考
- 『文藝年鑑』1975年
- 『人物物故大年表』